# Moulin de Lupiac
Le moulin de Lupiac est situé à Lupiac, une commune française, située dans le département du Gers et la région Midi-Pyrénées.

## Historique
Il n'est pas inscrit monument historique et n'est pas répertorié sur la base Mérimée.
Il est décrit comme le moulin St Jaymes, moulin tour muni de ses toiles. L'office du tourisme date ce moulin à vent situé à la sortie du bourg de 1726.
Il est le témoin d'une ancienne activité importante meunière car il y aurait eu six moulins à vent à Lupiac.